# Butterhexe
Als Butterhexen oder Milchhexen wurden Frauen bezeichnet, die sich als angebliche Hexen der Schwarzen Magie bedienten, um sich Butter oder Milch zumeist zum Schaden ihrer Mitmenschen anzueignen. Die angedichtete Zauberei konnte sowohl dem eigenen Vorteil dienen als „auch aus reiner Bosheit“ oder Rache gegen fremde Kühe und Ziegen gerichtet werden. Nach Zaubersprüchen oder verschiedensten Ritualen gaben Tiere von Nachbarn dann wenig oder gar keine Milch mehr oder brachten nur „rote, blaue, schwarze und zottelige“, teils unkochbare, saure oder dicke Milch hervor. Mitunter war das Lebensmittel dann auch mit Tierhaaren, Blut oder anderen Körpersäften durchmischt.
In ungezählten, von Aberglauben, vor allem aber von Neid, Missgunst und Schadenfreude getragenen Sagen und Erzählungen aus der Zeit des Mittelalters und der Neuzeit wurde mitunter zwischen Butter- und Milchhexen unterschieden. Über Frauen, die wirtschaftlich erfolgreicher als andere in ihrem Umfeld waren, konnte „sehr leicht“ der Verdacht gestreut werden, eine Butterhexe zu sein. Die Beschuldigten sahen sich dann oftmals schweren Strafen ausgesetzt, vielfach Folter, Inquisition und Tod durch Verbrennung auf dem Scheiterhaufen.
Der Mehrung eigener Butter oder Milch dienten oftmals auch mythologisch besetzte Kröten, mitunter auch Katzen, in die sich die Butterhexen auch selbst verwandeln konnten.
Eine Hexenbäuerin konnte von ihrem Buhlen, vom Teufel persönlich die „richtige Hexenbutter“ überbracht bekommen, oder auch das Rezept dazu. Kam solche Butter mit dem Christentum, vor allem mit dem Kreuz in Berührung, wurde sie – wie „alles höllische Blendwerk“ – sofort zerstört oder verwandelte sich in Kuhfladen oder gemeinen Mist.
Wenn „ein Unberufener das Geheimnis“ entdeckte und für eigene Zwecke anwenden wollte, erschien auch bei ihm der Leibhaftige, dann mit einem dicken Buch, in das der Betroffene mit seinem eigenen Blut unterschreiben musste als Bedingung für „den Eintritt in die Hexenzunft“ und die Anwendung der Zauberkunst. Wer die Unterschrift verweigerte, konnte das Zaubermittel nicht anwenden. Kluge Leute schrieben den Namen eines Heiligen in das Buch und verjagten damit den Verführer.
Konkrete Nennungen von Butter- oder Milchhexen, teils mit vollen Namen verortet, finden sich in Europa in Gebieten wie dem Allgäu, Böhmerwald, Erzgebirge, im Kanton Aargau, in Baden-Württemberg, Brandenburg, Luxemburg, Mecklenburg, Nordrhein-Westfalen, Rheinland-Pfalz, Sachsen, Schlesien, Schleswig-Holstein, Pommern, Rügen, in Niedersachsen insbesondere in Ostfriesland und dem Harz, auch in Tirol oder Kärnten und anderswo.
Nach dem Deutschen Wörterbuch der Brüder Grimm wurde statt Butterhexe auch das Wort Butterfliege (niederländisch botervlieg, englisch butterfly) genutzt, „wie sonst molkendieb, weil man glaubte, dasz schmetterlinge oder hexen in deren gestalt, milch und butter stählen“. Papilio (französisch papillon) doppelt die Bedeutung in dem im Grimmschen Wörterbuch verzeichneten Teilsatz „lief gern nach den papilonischen butterfliegen und pfeifholdern.“
Noch Ende des 19. Jahrhunderts wurde in den Oldenburger Marschen das Wort Botterhexe als „starkes Schimpfwort“ verwendet. In den 1960er Jahren wurde vom Deutschen Fernsehfunk in der DDR-Polizeifilm-Reihe Blaulicht der zeitgenössische Krimi Die Butterhexe ausgestrahlt.

## Bekannte Butter- oder Milchhexen
- Anna Rahns aus dem Dorf Semlin in Brandenburg wurde 1672 „als letzte Hexe in Rathenow öffentlich verbrannt.“ Der angeblichen „Butterhexe“ wurde dort in jüngerer Zeit ein mit einer Tafel kommentiertes Denkmal gesetzt.[6]
- Barbara Striglin in Arnfels, Österreich, wurde am 20. Mai 1580 dem Feuertod ausgesetzt.[7]